# Hesperochroa multiscripta
Hesperochroa multiscripta är en fjärilsart som beskrevs av Holland 1894. Hesperochroa multiscripta ingår i släktet Hesperochroa och familjen nattflyn. Inga underarter finns listade i Catalogue of Life.